# Masirana glabra
Masirana glabra är en spindelart som beskrevs av Komatsu 1957. Masirana glabra ingår i släktet Masirana och familjen Leptonetidae. Inga underarter finns listade i Catalogue of Life.